# Resolució 675 del Consell de Seguretat de les Nacions Unides
La Resolució 675 del Consell de Seguretat de les Nacions Unides, adoptada per unanimitat el 5 de novembre de 1990 després de recordar les resolucions 637 (1989) i 644 (1989), el Consell va aprovar un informe del Secretari General i va decidir prorrogar el mandat del Grup d'Observadors de les Nacions Unides a Centreamèrica durant sis mesos més fins al 7 de maig de 1991.
La resolució va assenyalar la necessitat de mantenir-se vigilant dels costos financers del Grup d'Observadors, atesa la major demanda de Forces de manteniment de la pau de les Nacions Unides. També va demanar al Secretari General que informés abans del final del mandat actual sobre tots els aspectes del Grup d'observadors.